# Aglais baicalensis
Aglais baicalensis är en fjärilsart som beskrevs av Otto Kleinschmidt 1929. Aglais baicalensis ingår i släktet Aglais och familjen praktfjärilar. Inga underarter finns listade i Catalogue of Life.